# Jacques Dehaene
 (mars 2019).
Si vous disposez d'ouvrages ou d'articles de référence ou si vous connaissez des sites web de qualité traitant du thème abordé ici, merci de compléter l'article en donnant les références utiles à sa vérifiabilité et en les liant à la section « Notes et références ».
Pour les articles homonymes, voir Dehaene.
Pierre-Jacques Dehaene est un homme d'Église et un homme politique français, né à Wormhout le 16 septembre 1809 et mort le 15 juillet 1882.

## Biographie
Né dans une famille très modeste, Pierre Dehaene fait des études brillantes au collège d’Hazebrouck situé alors au rez-de-chaussée du couvent des Augustins et dirigé par un prêtre, l’abbé Delassus. 
Il entre ensuite au séminaire de Cambrai. Ordonné prêtre le 17 août 1834, il est nommé vicaire à Douai. Il est sur le point d’entrer chez les jésuites lorsque la municipalité hazebrouckoise fait appel à lui pour remplacer le directeur du collège, M. Cooche. Après avoir préparé et passé en quelques semaines son baccalauréat, il est nommé officiellement directeur le 23 janvier 1838. En 1845, il est nommé directeur du séminaire de Cambrai mais refuse, à la grande joie des habitants d'Hazebrouck. 
L’abbé Dehaene s’engage par la suite en politique, comme candidat républicain conservateur aux élections. Il arrive en tête dans la ville et ses environs mais n'est pas élu. Ses opinions politiques lui attirent l’hostilité du gouvernement et il est limogé. C'est alors qu'il crée l’Institution Saint-François-d’Assise ou petit séminaire d'Hazebrouck en 1865 — où il est le maître de Léon Dehon et de Jules Lemire — ; il fonde aussi par la suite le collège des Dunes à Dunkerque ainsi qu'une institution à Gravelines.
Directeur du petit séminaire d'Hazebrouck depuis qu'il l'a fondé, il est officiellement démissionnaire en 1881 pour raisons de santé, puis s'éteint l'année suivante, à 73 ans.
L'abbé Lemire lui a consacré un livre de 592 pages : L'Abbé Dehaene et la Flandre, publié en 1891.